# Bothrops barnetti
Espèce
Bothrops barnetti est une espèce de serpents de la famille des Viperidae. 

## Répartition
Cette espèce est endémique du nord du Pérou.

## Description
C'est un serpent venimeux.

## Publication originale
- Parker, 1938 : The vertical distribution of some reptiles and amphibians in southern Ecuador. Annals and Magazine of Natural History, ser. 11, vol. 2, p. 438-450.